# Felix Steiner
Felix Martin Julius Steiner (Stallupönen, 23 mei 1896 – München, 12 mei 1966) was een Duits officier en SS-Obergruppenführer (luitenant-generaal) en generaal in de Waffen-SS tijdens de Tweede Wereldoorlog. Hij voerde het commando over het Armee-Abteilung Steiner die tijdens de Slag om Berlijn in een tangbeweging vanaf het noorden de stad zou benaderen. Vanwege de verhouding van tien tegen een in de minderheid, maakte Steiner duidelijk dat hij niet de capaciteit had om een aanval uit te voeren.
Hij droeg samen met Paul Hausser aanzienlijk bij aan de ontwikkeling en transformatie van de Waffen-SS in een strijdmacht bestaande uit vrijwilligers en dienstplichtigen uit zowel bezette als onbezette landen.

## Leven[3]
Op 23 mei 1896 werd Felix Steiner geboren in Stallupönen, Oost-Pruisen. Zijn vader was een leraar aan het gymnasium, die overleed in december 1916. Zijn moeder was Ammode-Marie Steiner (geboortenaam Rieck). Op 9 maart 1914 slaagde Steiner voor zijn Abitur.
Hij meldde zich vrijwillig aan voor het Pruisische leger en werd geplaatst bij het Infanterie-Regiment „von Boyen“ (5. Ostpreußisches) Nr. 41.

## Biografie
Na de Eerste Wereldoorlog sloot Steiner zich aan bij het Vrijkorps en later bij de Reichswehr. In 1933 was hij opgeklommen tot de rang van majoor. In 1935 werd hij lid van de SS. Aan het begin van de Tweede Wereldoorlog, leidde hij een SS-regiment (de SS-Standarte Deutschland) tijdens de Poolse Veldtocht en de Slag om Frankrijk, waarbij zijn eenheid Walcheren binnenviel via de Sloedam. Na deze operaties werd hij door Reichsführer-SS Heinrich Himmler benoemd tot commandant van de pas opgerichte SS-Division Wiking. Deze divisie bestond uit niet-Duitse vrijwilligers uit Nederland, Vlaanderen en de Scandinavische landen en maakte zich met name in Oekraïne aan oorlogsmisdaden schuldig (zoals de moord op 600 Joden in Sboriw). Na een succesvolle periode als commandant van de Wiking-divisie, werd Steiner in 1943 bevorderd tot commandant van het III (Germaanse) SS Pantserkorps.
In januari 1945 werd Steiner opgeroepen om te helpen bij de verdediging van Duitsland tegen geallieerde en Sovjettroepen. Toen het Rode Leger onder leiding van Georgi Zjoekov op 21 april 1945 door de Duitse verdedigingslinie te Seelow brak, kreeg Steiner het directe bevel van Adolf Hitler om met de restanten van zijn legerkorps de noordelijke flank van de oprukkende Sovjets aan te vallen. Steiner overwoog het plan, maar besloot dat de uitvoering ervan onmogelijk was. Toen zijn mededeling de Führerbunker in Berlijn bereikte, werd Hitler razend en riep hij tijdens een stafvergadering dat de oorlog nu definitief verloren was.
Na de oorlog stond Steiner terecht tijdens de Processen van Neurenberg, maar werd vrijgesproken. Zijn laatste levensjaren besteedde hij aan het schrijven van zijn memoires en van diverse boeken over de oorlog. Steiner stierf op 12 mei 1966 aan een hartaanval.

## Carrière
Steiner bekleedde verschillende rangen in zowel de Allgemeine-SS als Waffen-SS. De volgende tabel laat zien dat de bevorderingen niet synchroon liepen.
| Datum                                             | Deutsches Heer                                  | Reichswehr                     | Polizei                 | Sturmabteilung      | Allgemeine-SS          | Waffen-SS                       |
| ------------------------------------------------- | ----------------------------------------------- | ------------------------------ | ----------------------- | ------------------- | ---------------------- | ------------------------------- |
| Maart 1914                                        | Einjährig-Freiwilliger (eenjarige vrijwilliger) | —                              | —                       | —                   | —                      | —                               |
| 16 maart 1914                                     | Fahnenjunker (aspirant-officier)                | —                              | —                       | —                   | —                      | —                               |
| 1 juni 1914                                       | Gefreiter                                       | —                              | —                       | —                   | —                      | —                               |
| 1 augustus 1914                                   | Fahnenjunker-Unteroffizier                      | —                              | —                       | —                   | —                      | —                               |
| 11 november 1914 (met Patent van 29 oktober 1914) | Fähnrich                                        | —                              | —                       | —                   | —                      | —                               |
| 27 januari 1915 (zonder Patent)                   | Leutnant                                        | —                              | —                       | —                   | —                      | —                               |
| 1917                                              | Patent van 23 juni 1913 verkregen               | —                              | —                       | —                   | —                      | —                               |
| 18 oktober 1918                                   | Oberleutnant                                    | —                              | —                       | —                   | —                      | —                               |
| 1 april 1922                                      | —                                               | RDA van 20 juni 1918 verkregen | —                       | —                   | —                      | —                               |
| 1 december 1927                                   | —                                               | Hauptmann                      | —                       | —                   | —                      | —                               |
| 25 november 1933                                  | —                                               | Charakter als Major            | —                       | —                   | —                      | —                               |
| Januari 1934                                      | —                                               | —                              | Major der Landespolizei | —                   | —                      | —                               |
| 1 januari 1934                                    | —                                               | —                              | —                       | SA-Anwärter         | —                      | —                               |
| 1 januari 1934                                    | —                                               | —                              | —                       | SA-Mann             | —                      | —                               |
| 1 januari 1934                                    | —                                               | —                              | —                       | SA-Obertruppführer  | —                      | —                               |
| 1 februari 1934                                   | —                                               | —                              | —                       | SA-Sturmführer      | —                      | —                               |
| Oktober 1934                                      | —                                               | —                              | —                       | AW-Standartenführer | —                      | —                               |
| 30 april 1935 (met ingang van 24 april 1935)      | —                                               | —                              | —                       | —                   | SS-Obersturmbannführer | —                               |
| 1 juni 1936                                       | —                                               | —                              | —                       | —                   | SS-Standartenführer    | —                               |
| 24 januari 1940                                   | —                                               | —                              | —                       | —                   | SS-Oberführer          | —                               |
| 9 november 1940                                   | —                                               | —                              | —                       | —                   | SS-Brigadeführer       | Generalmajor in de Waffen-SS    |
| 1 januari 1942                                    | —                                               | —                              | —                       | —                   | SS-Gruppenführer       | Generalleutnant in de Waffen-SS |
| 1 juli 1943                                       | —                                               | —                              | —                       | —                   | SS-Obergruppenführer   | General in de Waffen-SS         |

### Lidmaatschapsnummers
- NSDAP-nr.: 4 264 295 (lid geworden 1 januari 1934[18][3])
- SS-nr.: 253 351[20][18]

## Decoraties
Selectie:
- Ridderkruis van het IJzeren Kruis (nr.166)[22] op 15 augustus 1940 als SS-Oberführer en Commandant van de SS-Standarte “Deutschland” / “SS-Verfügungsdivision” / 18.Armee / Heeresgruppe B (als eerste officier van de Waffen-SS)[22][23][24][25][15][10]
- Ridderkruis van het IJzeren Kruis met Eikenloof (nr.159) op 23 december 1942 als SS-Gruppenführer en Generalleutnant in de Waffen-SS en Commandant van de SS-Panzer-Grenadier-Division “Wiking” / Heeresgruppe A[22][26][27][15][24][10]
- Ridderkruis van het IJzeren Kruis met Eikenloof en Zwaarden (nr.86) op 10 augustus 1944 als SS-Obergruppenführer en Generaal in de Waffen-SS en Bevelvoerend-generaal van het III.SS-Panzer-Korps[22][26][28][15][24][10]
- IJzeren Kruis 1914, 1e Klasse (3 november 1917[22][29][30]) en 2e klasse (9 oktober 1914[3][22][29][30])
- Gewondeninsigne 1918 in zwart[22][29] en zilver[17]
- Herhalingsgesp bij IJzeren Kruis 1939, 1e Klasse (26 oktober 1939[18][15])  en 2e Klasse (17 september 1939[18][15][2])
- Duitse Kruis in goud op 22 april 1942 als SS-Gruppenführer en Generalleutnant in de Waffen-SS / 5.SS-Division "Wiking"[22][31][18][15][2]
- Orde van het Vrijheidskruis (Finland), 1e Klasse met Borstster, Eikenloof en Zwaarden[17][26]op 6 juli 1943[18][22][2]
- Orde van het Vrijheidskruis (Finland), 1e Klasse met Eikenloof en Zwaarden[17]op 16 juni 1942[18][22]
- Hij werd op 1 augustus 1944 genoemd in het Wehrmachtsbericht.[17][22][18][32][2]

## Afkorting
- (de)  mit der Führung beauftragt (m. d. F. b.) - (vrije vertaling: met het leiderschap belast)

- Gemeinsame Normdatei: 122354036
- International Standard Name Identifier: 0000 0000 1606 6267
- Library of Congress Control Number: no2002040617
- Nationale Bibliotheek van Israël: 987007448961505171
- Nationale Bibliotheek van Polen: a0000003438500
- Nederlandse Thesaurus van Auteursnamen: 239806395
- Virtual International Authority File: 27951629
- WorldCat: E39PBJxcTXJyTMtWb7BQw6YwYP